# Albrecht Schönmann
Albrecht Heinrich Schönmann (* 13. August 1859 in Itzelberg; † 27. November 1951 in Göppingen) war ein württembergischer Oberamtmann.

## Leben
Schönmann, Sohn eines Seminaroberlehrers und evangelischer Konfession, studierte von 1878 bis 1882 Staatswissenschaft in Tübingen. Er legte 1882 die erste und 1883 die zweite höhere Dienstprüfung ab. 1886 wurde er in Tübingen zum Dr. der Staatswissenschaften promoviert.
1883 trat er in die württembergische Innenverwaltung ein. Er leitete als Oberamtmann das Oberamt Göppingen von 1893 bis 1918. Er erhielt 1899 den Titel Kollegialrat und 1917 den Titel Oberregierungsrat. 1918 trat er auf eigenes Ersuchen in den Ruhestand.

## Ehrungen
- 1901: Karl-Olga-Medaille in Silber
- 1902: Ritterkreuz 1. Klasse des Friedrichs-Ordens
- 1903: Olga-Orden
- 1911: Ritterkreuz des Ordens der Württembergischen Krone
- 1918: Ehrenkreuz des Ordens der Württembergischen Krone
- 1918: Eisernes Kreuz 2. Klasse am weiß-schwarzen Bande